# تپانچه (مینی‌سریال)
پیستول یا تپانچه (انگلیسی: Pistol)، یک مینی‌سریال درام-زندگی‌نامه‌ای است که توسط کریگ پیرس برای اف‌ایکس ساخته شده است که به دنبال استیو جونز گیتاریست، گروه سکس پیستولز و شهرت خودش و گروه است. این سریال در ژانویه ۲۰۲۱ معرفی شد و دنی بویل آن را کارگردانی کرد. اولین نمایش آن در هولو در ۳۱ مه ۲۰۲۲ بود.

## داستان
این مجموعه شش قسمتی به دنبال استیو جونز، گیتاریست، شهرت خودش و گروه است.

## بازیگران

### اصلی
- توبی والاس در نقش استیو جونز
- آنسون بون در نقش جانی روتن
- جیکوب اسلیتر در نقش پل کوک
- کریستین لیز در نقش گلن متلاک
- لوئیس پارتریج در نقش سید ویشس
- سیدنی چندلر در نقش کریسی هایند
- اما اپلتون در نقش نانسی اسپانگن
- میزی ویلیامز در نقش پاملا «جردن» روک
- توماس برودی سنگستر در نقش مالکوم مک‌لارن
- تلولا رایلی در نقش ویوین وست وود

### مکرر
- دیلان لیولین در نقش والی نایتینگل
- فردیا والش پیلو در نقش نیک کنت
- فرانچسکا میلز در نقش هلن تروی
- بث دیلون در نقش سیوکسی سیوکس
- آیریس لا در نقش سو کت‌ومن
- بیانکا استفنز در نقش پائولین
- الکساندر آرنولد در نقش جیمی رید
- زاخاری گلدمن در نقش بیلی آیدل
- دنیل بارکر در نقش باب هریس
- متیو کوتل در نقش رجینالد بوسانکه
- کای الکساندر در نقش ریچارد برانسون
- بن ساردسون در نقش برتی «برلین» بروملی
- تروور فورد در نقش بارنزلی پویورکن
- اتان استید به عنوان هنرمند فرعی
- اولی ونس در نقش پانک بایستندر
- بیل اودامز پادشاه جوش در نقش راکر
- اندرو می گوهری و دانیل می گوهری در نقش جو

## تولید
این سریال که توسط کریگ پیرس ساخته شد، در ژانویه ۲۰۲۱ سفارش ساخت شش قسمت از اف‌ایکس را دریافت کرد و دنی بویل کارگردانی هر شش قسمت را بر عهده داشت. توبی والاس برای ایفای نقش جونز انتخاب شد و میزی ویلیامز در میان بازیگران مکمل قرار داشت. توماس برودی-سنگستر، تالولا رایلی و آیریس لاو در ماه مارس با شروع فیلمبرداری به این سریال خواهند پیوست. تولید در همل همپستد، فولکستون (و روستای ساندگیت در نزدیکی آن)، دوور، دیل و لندن انجام شد.
این مجموعه محدود با هر شش قسمت در هولو در ۳۱ مه ۲۰۲۲ و دیزنی+ (استار) در بریتانیا، ایرلند، کانادا، استرالیا، نیوزیلند و سنگاپور به نمایش درآمد. این مجموعه محدود همچنین برای استار+ در آمریکای لاتین و دیزنی+ (استار) در سایر مناطق برنامه‌ریزی شده است.
فیلم‌های کنسرت و صحنه‌های موسیقی زنده، بدون دوبله یا جلوه‌های استودیویی ضبط می‌شدند، [6] و بازیگرانی که سکس پیستولز و کریسی هایند را به تصویر می‌کشیدند، سازها را نواختند و آواز خواندند. از آنجایی که آن‌ها تازه متولد شده بودند (اسلیتر (کوک) تجربه اجرای گروه‌های موسیقی را داشت اما درام‌نوازی نمی‌کرد)، باید به سرعت مهارت پیدا می‌کردند.
والاس (جونز)، اسلیتر (کوک) و چندلر (هایند) از ملاقات با همتایان خود بهره‌مند شدند. بون به دلیل انکار روتن از پروژه، نتوانست با راتن ملاقات کند، اما او از نزدیک حضور راتن را در صحنه به منظور تکرار مطالعه کرد و همچنین کتاب‌های تالیفی راتن را خواند. جونز همچنین با خالق و نویسنده پیرس ملاقات کرد تا به سوالات پاسخ داده و نظرات خود را ارائه دهد. کوک به طور فعال در این سریال شرکت داشت و در صورت نیاز نظرات خود را ارائه کرد.
طراح تولید، کاو کوین، مستند جولین تمپل به نام کثافت و خشم و همچنین مستندهای اندرو مار بی‌بی‌سی، ساخت بریتانیای مدرن را مطالعه کرد تا لندن را به همان شکلی که در دهه ۱۹۷۰ بود به تصویر بکشد.
مجله اسپایر گفت که "تعهد به اخلاق پانک سکس پیستولز در ساخت خود فیلم ظاهر می‌شود." کارگردان، به بازیگران اجازه می‌داد صحنه‌ها و کل اجراها را اجرا کنند، بدون استفاده از فهرست نماهای سنتی. او انرژی پانک را با استفاده از تکنیک‌های سینمایی مانند ویرایش در صفحه‌های تقسیم‌شده، فلاش‌بک‌ها، فیلم‌های آرشیوی، فریم‌های فریز، مناظر رویایی زیبا و حرکت آهسته تطبیق داد.

## نبرد بر سر حقوق موسیقی
در سال ۲۰۲۱، در حالی که سریال هنوز در حال تولید بود، جان لیدون، رهبر گروه سکس پیستولز، سریال را مورد انتقاد قرار داد و آن را به عنوان "بی‌احترامی‌ترین چرندی که تا به حال مجبور به تحمل آن کردم" نامید. استیو جونز و پل کوک، هم‌گروه سابق، از لیدون شکایت کردند تا علیرغم مخالفت‌های لیدون، از موسیقی سکس پیستولز در سریال استفاده شود. آن‌ها گفتند که از حمایت گلن متلاک، املاک سید ویشس برخوردار بودند، و به توافق‌نامه‌ای در سال ۱۹۹۸ اشاره کردند که اجازه تصمیم‌گیری اکثریت را در میان اعضای گروه می‌داد. لیدون در ماه اوت در نبرد قانونی شکست خورد.